# Банкноти турецької ліри

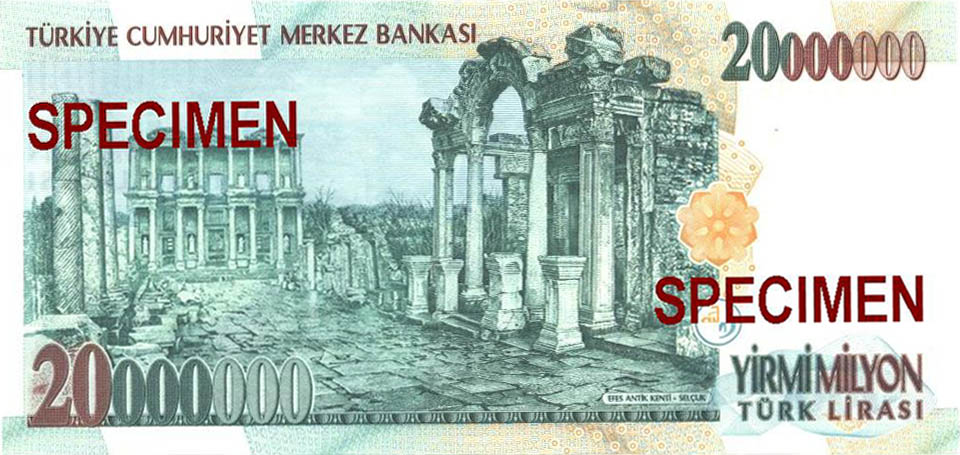
Реверс банкноти номіналом 20 000 000 лір (2001)

Банкноти турецької ліри — банкноти Туреччини, що випускаються з 1926 року.

## Історія
У 1926 році Міністерство фінансів Туреччини представило  нову серію банкнот номіналами 1, 5, 10, 50, 100, 500 і 1000 турецьких лір. Ці банкноти мали замінити собою останню серію османської ліри. На банкнотах першої серії написи виконувалися французькою і турецькою (арабською графікою) мовами. На кожній з цих банкнот було зображено портрет першого президента Туреччини Мустафи Кемаля Ататюрка.
Після переведення турецької мови на латиницю, в 1937-1939 роках Центральний банк Туреччини випустив нову серію банкнот.  Окрім латинізованих написів турецькою мовою, нова серія також відрізнялась наявністю портретів наступного після Ататюрка президента — Ісмета Іненю. Поява портретів Іненю на банкнотах викликали суперечки в тогочасному турецькому суспільстві. Спочатку були випущені банкноти номіналом в 2,5, 5, 10, 50, 100, 500 і 1000 турецьких лір, у 1942 році до них додалася банкнота в 1 ліру. Випуск банкнот номіналом в 50 курушів (0,5 ліри) планувався у 1944 році, але не був реалізований. До кінця Другої Світової війни обидва найменших номінали  були замінені монетами.
На початку 1950-х років було випущено нову серію банкнот, на які вже повернувся портрет Ататюрка. У зв'язку зі зростанням інфляції, у 1960 році банкнота у 2,5 ліри була замінена монетами, у 1974 і 1981 роках були замінені і банкноти у 5 і 10 турецьких лір відповідно. На початку 1980-х років почався розгін інфляції, що призвів до появи банкнот більших номіналів. У 1981 році було введено банкноту номіналом у 5000 лір, в наступному році — 10 000 лір, в 1988 році — 20 000 лір, в 1989 році — 50 тисяч, в 1991 році — 100 тисяч, в 1992 році — 250 тисяч, в 1993 році — 500 тисяч, а в 1995 році була введена банкнота номіналом в 1 мільйон турецьких лір. У 1997 році в обігу з'явилась банкнота 5 мільйонів лір, в 1999 році — 10 мільйонів, а в 2001 році була випущена банкнота номіналом 20 мільйонів лір, яка стала останньою купюрою, випущеною перед деномінацією 2005 року.
Після 2001 року турецькій владі вдалося подолати інфляцію, що дозволило вже в грудні 2003 року  прийняти закон, що надав можливість провести деномінацію турецької ліри  в співвідношенні 1 000 000: 1. До обміну в банках допускалися банкноти сьомої серії номіналом 250 000  лір (25  курушів) і вище, пущених в обіг не раніше 1992 року. Обмін старих лір на нові був дозволений до 31 грудня 2015 року. Спочатку до обміну допускалися банкноти і менших  номіналів (50 і 100 тисяч лір), однак обмін 50-тисячний банкнот (5 курушів) було завершено 4 листопада 2009 року, а 4 листопада 2011 року завершився обмін банкнот номіналом 100 тисяч лір (10 курушів).

## Перший випуск (E1)
| Банкноти першого випуску (джерело) | Банкноти першого випуску (джерело) | Банкноти першого випуску (джерело) | Банкноти першого випуску (джерело) | Банкноти першого випуску (джерело) | Банкноти першого випуску (джерело) | Банкноти першого випуску (джерело)                              | Банкноти першого випуску (джерело)            | Банкноти першого випуску (джерело) | Банкноти першого випуску (джерело) | Банкноти першого випуску (джерело) |
| Зображення                         | Зображення                         | Номінал ₺                          | Розміри (мм)                       | Колір                              | Колір                              | Опис                                                            | Опис                                          | Дата                               | Дата                               |                                    |
| Аверс                              | Реверс                             | Номінал ₺                          | Розміри (мм)                       | Колір                              | Колір                              | Аверс                                                           | Реверс                                        | Введення в обіг                    | Виведення з обігу                  |                                    |
| ---------------------------------- | ---------------------------------- | ---------------------------------- | ---------------------------------- | ---------------------------------- | ---------------------------------- | --------------------------------------------------------------- | --------------------------------------------- | ---------------------------------- | ---------------------------------- | ---------------------------------- |
|                                    |                                    | 1                                  | 166 × 90                           |                                    | оливковий                          | Будівля турецького парламенту, фортеця Анкари, селянин з плугом | Колишня резиденція прем'єр-міністра Туреччини | 5 грудня 1927                      | 25 квітня 1939                     |                                    |
|                                    |                                    | 5                                  | 170 × 94                           |                                    | Темно синій                        | Фортеця Анкари, сірий вовк, будівля турецького парламенту       | Аккьопрю                                      | 5 грудня 1927                      | 15 жовтня 1937                     |                                    |
|                                    |                                    | 10                                 | 175 × 99                           |                                    | ліловий                            | фортеця Анкари                                                  | Сірий Вовк                                    | 5 грудня 1927                      | 16 травня 1938                     |                                    |
|                                    |                                    | 50                                 | 185 × 108                          |                                    | Коричневий, оливковий              | Портрет Мустафи Кемаля Ататюрка                                 | Стамбул                                       | 5 грудня 1927                      | 1 квітня 1938                      |                                    |
|                                    |                                    | 100                                | 189 × 112                          |                                    | оливковий                          | Портрет Мустафи Кемаля Ататюрка                                 | вигляд села                                   | 5 грудня 1927                      | 1 березня 1938                     |                                    |
|                                    |                                    | 500                                | 194 × 120                          |                                    | Коричневий, жовтий                 | Гёкмедресе, портрет                                             | Сівас                                         | 5 грудня 1927                      | 15 червня 1939                     |                                    |
|                                    |                                    | 1 000                              | 201 × 124                          |                                    | Темно синій                        | Портрет Мустафи Кемаля Ататюрка                                 | Вид з залізниці в мулі Сакарья                | 5 грудня 1927                      | 15 червня 1939                     |                                    |

## Другий випуск (E2)
|  |  | 0,5 (50 курушів) | 125 × 55 |                      | Жовтий, світло-зелений | Зелений, коричневий |                   | Портрет Исмета Іненю            | Колишня будівля головного офісу Центрального банку Туреччини | 26 червня 1944  | 1 серпня 1947     |
|  |  | 1                | 135 × 60 |                      | фіолетовий             | фіолетовий          |                   | Портрет Исмета Іненю            | Босфор                                                       | 25 квітня 1942  | 1 серпня 1947     |
|  |  | 2.5              | 145 × 65 |                      | оливковий              | оливковий           |                   | Портрет Мустафи Кемаля Ататюрка | Статуя Свободи, площа Улус (Анкара)                          | 25 квітня 1939  | 15 липня 1952     |
|  |  | 5                | 155 × 70 |                      | синій                  | зелений             |                   | Портрет Мустафи Кемаля Ататюрка | Монумент Безпеки                                             | 15 вересня 1937 | 10 листопада 1952 |
|  |  | 10               | 165 × 75 |                      | цегляний червоний      | цегляний червоний   |                   | Портрет Мустафи Кемаля Ататюрка | фортеця Анкари                                               | 16 травня 1938  | 2 червня 1952     |
|  |  | 50               | 175 × 80 |                      | фіолетовий             | фіолетовий          |                   | Портрет Мустафи Кемаля Ататюрка | ангорські козли                                              | 1 квітня 1938   | 2 червня 1952     |
|  |  | 100              | 185 × 85 |                      | Темно-коричневий       | Темно-коричневий    |                   | Портрет Мустафи Кемаля Ататюрка | Дарданелли                                                   | 1 березня 1938  | 15 вересня 1942   |
|  |  | 500              | 195 × 90 |                      | оливковий              | оливковий           |                   | Портрет Мустафи Кемаля Ататюрка | Румельхісарі                                                 | 15 червня 1939  | 24 квітня 1946    |
|  |  | 500              | 195 × 90 | Портрет Исмета Іненю | оливковий              | оливковий           | 18 листопада 1940 |                                 | Румельхісарі                                                 |                 | 24 квітня 1946    |
|  |  | 1 000            | 205 × 95 |                      | Темно-синій            | Темно-синій         |                   | Портрет Мустафи Кемаля Ататюрка | Монумент Безпеки                                             | 15 червня 1939  | 24 квітня 1946    |
|  |  | 1 000            | 205 × 95 | Портрет Исмета Іненю | Темно-синій            | Темно-синій         | 18 листопада 1940 |                                 | Монумент Безпеки                                             |                 | 24 квітня 1946    |

## Третій випуск (E3)
|  |  | 2.5   | 145 × 65 |  | Фіолетовий, коричневий | Фіолетовий, коричневий |  | Портрет Исмета Іненю | Халкевлері                                   | 27 березня 1947 | 15 липня 1952  |
|  |  | 10    | 155 × 65 |  | Оранжевий, бежевий     | Оранжевий, бежевий     |  | Портрет Исмета Іненю | Три сільські туркені в національних костюмах | 15 січня 1942   | 1 квітня 1950  |
|  |  | 50    | 175 × 80 |  | Фіолетовий, зелений    | фіолетовий             |  | Портрет Исмета Іненю | ангорські козли                              | 25 квітня 1942  | 1 грудня 1951  |
|  |  | 50    | 175 × 80 |  | Синій, рожевий         | Синій, рожевий         |  | Портрет Исмета Іненю | ангорські козли                              | 17 лютого 1947  | 1 грудня 1951  |
|  |  | 100   | 175 × 75 |  | коричневий             | коричневий             |  | Портрет Исмета Іненю | Дівчинка, що тримає виноград                 | 15 серпня 1942  | 25 квітня 1946 |
|  |  | 500   | 185 × 85 |  | оливковий              | оливковий              |  | Портрет Исмета Іненю | Студенти Технічної школи в Анкарі            | 24 квітня 1946  | 15 квітня 1953 |
|  |  | 1 000 | 195 × 95 |  | синій                  | синій                  |  | Портрет Исмета Іненю | розвідники                                   | 24 квітня 1946  | 15 квітня 1953 |

## Четвертий випуск (E4)
|  |  | 10  | 165 × 75 |  | червоний          | Портрет Исмета Іненю | Фонтан Ахмеда III | 17 лютого 1947  | 2 червня 1952  |
|  |  | 10  | 165 × 75 |  | Світло коричневий | Портрет Исмета Іненю | Фонтан Ахмеда III | 15 вересня 1948 | 2 червня 1952  |
|  |  | 100 | 181 × 83 |  | зелений           | Портрет Исмета Іненю | Румеліхісар       | 18 липня 1947   | 10 жовтня 1952 |

## П'ятий випуск (E5)
|  |  | 2,5   | 145×65 |                  | Червоно-фіолетовий | Червоно-фіолетовий |                 | Портрет Мустафи Кемаля Ататюрка | Колишня будівля головного офісу Центрального банку Туреччини | 15 липня 1952     | 20 жовтня 1966 |
|  |  | 2,5   | 145×65 | Коричневий       | Червоно-фіолетовий |                    | 3 січня 1955    | Портрет Мустафи Кемаля Ататюрка | Колишня будівля головного офісу Центрального банку Туреччини |                   | 20 жовтня 1966 |
|  |  | 2,5   | 145×65 | Світло-червоний  | Червоно-фіолетовий |                    | 1 липня 1957    | Портрет Мустафи Кемаля Ататюрка | Колишня будівля головного офісу Центрального банку Туреччини |                   | 20 жовтня 1966 |
|  |  | 2,5   | 145×65 | Яскраво-зелений  | Червоно-фіолетовий |                    | 15 лютого 1960  | Портрет Мустафи Кемаля Ататюрка | Колишня будівля головного офісу Центрального банку Туреччини |                   | 20 жовтня 1966 |
|  |  | 5     | 150×68 |                  | Синій              | Синій              |                 | Портрет Мустафи Кемаля Ататюрка | Три туркені з кошиками лісових горіхів                       | 10 листопада 1952 | 8 січня 1968   |
|  |  | 5     | 150×68 | Зелений          | Синій              |                    | 8 червня 1959   | Портрет Мустафи Кемаля Ататюрка | Три туркені з кошиками лісових горіхів                       |                   | 8 січня 1968   |
|  |  | 5     | 150×68 | Синій            | Синій              |                    | 25 жовтня 1961  | Портрет Мустафи Кемаля Ататюрка | Три туркені з кошиками лісових горіхів                       |                   | 8 січня 1968   |
|  |  | 5     | 150×68 | Синій            | Синій              | 4 січня 1965       |                 | Портрет Мустафи Кемаля Ататюрка | Три туркені з кошиками лісових горіхів                       |                   | 8 січня 1968   |
|  |  | 10    | 155×71 |                  | Зелений            | Зелений            |                 | Портрет Мустафи Кемаля Ататюрка | Міст Месідіє                                                 | 2 червня 1952     | 4 липня 1966   |
|  |  | 10    | 155×71 | Темно-червоний   | Зелений            |                    | 26 жовтня 1953  | Портрет Мустафи Кемаля Ататюрка | Міст Месідіє                                                 |                   | 4 липня 1966   |
|  |  | 10    | 155×71 | Коричневий       | Зелений            |                    | 24 березня 1958 | Портрет Мустафи Кемаля Ататюрка | Міст Месідіє                                                 |                   | 4 липня 1966   |
|  |  | 10    | 155×71 | Зелений          | Зелений            |                    | 25 квітня 1960  | Портрет Мустафи Кемаля Ататюрка | Міст Месідіє                                                 |                   | 4 липня 1966   |
|  |  | 10    | 155×71 | Червоний         | Зелений            |                    | 15 травня 1961  | Портрет Мустафи Кемаля Ататюрка | Міст Месідіє                                                 |                   | 4 липня 1966   |
|  |  | 10    | 155×71 | Зелений          | Зелений            |                    | 2 січня 1963    | Портрет Мустафи Кемаля Ататюрка | Міст Месідіє                                                 |                   | 4 липня 1966   |
|  |  | 50    | 160×74 |                  | коричневий         | Коричневий         |                 | Портрет Мустафи Кемаля Ататюрка | Статуя Перемоги на площі Улус (Анкара)                       | 1 грудня 1951     | 7 травня 1979  |
|  |  | 50    | 160×74 | Помаранчевий     | коричневий         |                    | 2 лютого 1953   | Портрет Мустафи Кемаля Ататюрка | Статуя Перемоги на площі Улус (Анкара)                       |                   | 7 травня 1979  |
|  |  | 50    | 160×74 | Рожевий          | коричневий         |                    | 15 жовтня 1956  | Портрет Мустафи Кемаля Ататюрка | Статуя Перемоги на площі Улус (Анкара)                       |                   | 7 травня 1979  |
|  |  | 50    | 160×74 | Сірувато-зелений | коричневий         |                    | 1 жовтня 1957   | Портрет Мустафи Кемаля Ататюрка | Статуя Перемоги на площі Улус (Анкара)                       |                   | 7 травня 1979  |
|  |  | 50    | 160×74 | Коричневий       | коричневий         |                    | 15 лютого 1960  | Портрет Мустафи Кемаля Ататюрка | Статуя Перемоги на площі Улус (Анкара)                       |                   | 7 травня 1979  |
|  |  | 50    | 160×74 | Коричневий       | коричневий         | 1 червня 1964      |                 | Портрет Мустафи Кемаля Ататюрка | Статуя Перемоги на площі Улус (Анкара)                       |                   | 7 травня 1979  |
|  |  | 50    | 160×74 | Коричневий       | коричневий         | 2 серпня 1971      |                 | Портрет Мустафи Кемаля Ататюрка | Статуя Перемоги на площі Улус (Анкара)                       |                   | 7 травня 1979  |
|  |  | 100   | 170×80 |                  | Оливковий          | Оливковий          |                 | Портрет Мустафи Кемаля Ататюрка | Парк Генчлік                                                 | 10 жовтня 1952    | 12 квітня 1976 |
|  |  | 100   | 170×80 |                  | Зелений            | Зеленкувато-синій  |                 | Портрет Мустафи Кемаля Ататюрка | Парк Генчлік                                                 | 2 червня 1956     | 12 квітня 1976 |
|  |  | 100   | 170×80 |                  | Оливковий          | Оливковий          |                 | Портрет Мустафи Кемаля Ататюрка | Парк Генчлік                                                 | 4 серпня 1958     | 12 квітня 1976 |
|  |  | 100   | 170×80 | 15 березня 1962  | Оливковий          | Оливковий          |                 | Портрет Мустафи Кемаля Ататюрка | Парк Генчлік                                                 |                   | 12 квітня 1976 |
|  |  | 100   | 170×80 | 1 жовтня 1964    | Оливковий          | Оливковий          |                 | Портрет Мустафи Кемаля Ататюрка | Парк Генчлік                                                 |                   | 12 квітня 1976 |
|  |  | 100   | 170×80 |                  | Світло-оливковий   | Світло-оливковий   |                 | Портрет Мустафи Кемаля Ататюрка | Парк Генчлік                                                 | 17 березня 1969   | 12 квітня 1976 |
|  |  | 500   | 170×80 |                  | Коричневий         | Коричневий         |                 | Портрет Мустафи Кемаля Ататюрка | Мавзолей султана Ахмеда, Обеліск і стамбульський іподром     | 15 квітня 1953    | 1 вересня 1976 |
|  |  | 500   | 170×80 |                  | Темно-сірий        | Темно-сірий        |                 | Портрет Мустафи Кемаля Ататюрка | Мавзолей султана Ахмеда, Обеліск і стамбульський іподром     | 16 лютого 1959    | 1 вересня 1976 |
|  |  | 500   | 170×80 |                  | Коричневий         | Коричневий         |                 | Портрет Мустафи Кемаля Ататюрка | Мавзолей султана Ахмеда, Обеліск і стамбульський іподром     | 1 грудня 1962     | 1 вересня 1976 |
|  |  | 500   | 170×80 |                  | Фіолетовий         | Фіолетовий         |                 | Портрет Мустафи Кемаля Ататюрка | Мавзолей султана Ахмеда, Обеліск і стамбульський іподром     | 3 червня 1968     | 1 вересня 1976 |
|  |  | 1 000 | 170×80 | Румеліхісарі     | Фіолетовий         | Фіолетовий         | 15 квітня 1953  | Портрет Мустафи Кемаля Ататюрка | 7 травня 1979                                                |                   |                |

## Шостий випуск (E6)
|  |  | 5     | 135 × 60 |                 | фіолетовий        | фіолетовий        |                      | Портрет Мустафи Кемаля Ататюрка | водоспад Манавгат                         | 8 січня 1968   | 16 травня 1983  |
|  |  | 5     | 135 × 60 | 20 вересня 1976 | фіолетовий        | фіолетовий        |                      | Портрет Мустафи Кемаля Ататюрка | водоспад Манавгат                         |                | 16 травня 1983  |
|  |  | 10    | 140 × 65 |                 | оливковий         | оливковий         |                      | Портрет Мустафи Кемаля Ататюрка | вежа Мейдан                               | 4 липня 1966   | 21 вересня 1981 |
|  |  | 10    | 140 × 65 | 7 квітня 1975   | оливковий         | оливковий         |                      | Портрет Мустафи Кемаля Ататюрка | вежа Мейдан                               |                | 21 вересня 1981 |
|  |  | 20    | 143 × 66 |                 | Світло-коричневий | Світло-коричневий |                      | Портрет Мустафи Кемаля Ататюрка | Аніткабір                                 | 15 червня 1966 | 21 серпня 1987  |
|  |  | 20    | 143 × 66 | 24 червня 1974  | Світло-коричневий | Світло-коричневий |                      | Портрет Мустафи Кемаля Ататюрка | Аніткабір                                 |                | 21 серпня 1987  |
|  |  | 20    | 143 × 66 | 29 серпня 1979  | Світло-коричневий | Світло-коричневий |                      | Портрет Мустафи Кемаля Ататюрка | Аніткабір                                 |                | 21 серпня 1987  |
|  |  | 20    | 143 × 66 | 30 травня 1983  | Світло-коричневий | Світло-коричневий |                      | Портрет Мустафи Кемаля Ататюрка | Аніткабір                                 |                | 21 серпня 1987  |
|  |  | 50    | 160 × 71 |                 | Коричневий        | Світло-коричневий | Фонтан в саду троянд | Портрет Мустафи Кемаля Ататюрка | 9 квітня 1976                             |                | 21 серпня 1987  |
|  |  | 50    | 160 × 71 |                 | Світло-коричневий | Світло-коричневий | Фонтан в саду троянд | Портрет Мустафи Кемаля Ататюрка | 4 квітня 1983                             |                | 21 серпня 1987  |
|  |  | 100   | 170 × 77 |                 | зелений           | коричневий        |                      | Портрет Мустафи Кемаля Ататюрка | Арарат                                    | 15 травня 1972 | 5 травня 1986   |
|  |  | 100   | 170 × 77 | 24 вересня 1979 | зелений           | коричневий        |                      | Портрет Мустафи Кемаля Ататюрка | Арарат                                    |                | 5 травня 1986   |
|  |  | 100   | 170 × 77 | 20 червня 1983  | зелений           | коричневий        |                      | Портрет Мустафи Кемаля Ататюрка | Арарат                                    |                | 5 травня 1986   |
|  |  | 500   | 170 × 80 |                 | Оливковий, синій  | Оливковий, синій  |                      | Портрет Мустафи Кемаля Ататюрка | Головний вхід Стамбульського університету | 1 вересня 1971 | 15 червня 1984  |
|  |  | 500   | 170 × 80 | 9 вересня 1974  | Оливковий, синій  | Оливковий, синій  |                      | Портрет Мустафи Кемаля Ататюрка | Головний вхід Стамбульського університету |                | 15 червня 1984  |
|  |  | 1 000 | 170 × 82 |                 | фіолетовий        | фіолетовий        |                      | Портрет Мустафи Кемаля Ататюрка | Босфор                                    | 29 травня 1978 | 29 вересня 1986 |
|  |  | 1 000 | 170 × 82 | 17 грудня 1979  | фіолетовий        | фіолетовий        |                      | Портрет Мустафи Кемаля Ататюрка | Босфор                                    |                | 29 вересня 1986 |
|  |  | 1 000 | 170 × 82 | 10 червня 1981  | фіолетовий        | фіолетовий        |                      | Портрет Мустафи Кемаля Ататюрка | Босфор                                    |                | 29 вересня 1986 |

## Сьомий випуск (E7)
Ця серія містила більш якісний захист банкнот від підробки. У зв'язку з інфляцією, пізні тиражі банкнот номіналом від 100 тисяч до мільйона лір були випущені без чорнил, які здатні змінювати колір.
|  |  | 10         | 122×55 |                       | Рожевий, оливковий                       | Рожевий, оливковий                       |                | Портрет Мустафи Кемаля Ататюрка                            | Студенти, які дарують квіти Ататюрку                                                                                | 25 грудня 1979    | 21 серпня 1987   |
|  |  | 10         | 122×55 | 15 листопада 1982     | Рожевий, оливковий                       | Рожевий, оливковий                       |                | Портрет Мустафи Кемаля Ататюрка                            | Студенти, які дарують квіти Ататюрку                                                                                |                   | 21 серпня 1987   |
|  |  | 100        | 131×63 |                       | Фіолетовий, коричневий                   | Фіолетовий, коричневий                   |                | Портрет Мустафи Кемаля Ататюрка                            | Фортеця Анкари, портрет Мехмета Акіфа Ерсоя і зображення його будинку в Анкарі, перші два катрени поеми «Істіклаль» | 26 грудня 1983    | 21 серпня 1989   |
|  |  | 100        | 131×63 | 17 вересня 1984       | Фіолетовий, коричневий                   | Фіолетовий, коричневий                   |                | Портрет Мустафи Кемаля Ататюрка                            | Фортеця Анкари, портрет Мехмета Акіфа Ерсоя і зображення його будинку в Анкарі, перші два катрени поеми «Істіклаль» |                   | 21 серпня 1989   |
|  |  | 500        | 140×72 |                       | Синій                                    | Синій                                    |                | Портрет Мустафи Кемаля Ататюрка                            | Вежа з годинником у Ізмірі                                                                                          | 1 липня 1983      | 21 серпня 1989   |
|  |  | 500        | 140×72 | 21 травня 1984        | Синій                                    | Синій                                    |                | Портрет Мустафи Кемаля Ататюрка                            | Вежа з годинником у Ізмірі                                                                                          |                   | 21 серпня 1989   |
|  |  | 1 000      | 140×72 |                       | Фіолетовий                               | Фіолетовий                               |                | Портрет Мустафи Кемаля Ататюрка                            | Портрет Мехмеда II зі старим краєвидом Стамбула                                                                     | 31 березня 1986   | 3 серпня 1992    |
|  |  | 1 000      | 140×72 | 19 лютого 1988        | Фіолетовий                               | Фіолетовий                               |                | Портрет Мустафи Кемаля Ататюрка                            | Портрет Мехмеда II зі старим краєвидом Стамбула                                                                     |                   | 3 серпня 1992    |
|  |  | 5 000      | 140×72 |                       | Коричневий, помаранчевий, синій          | Коричневий, помаранчевий, синій          |                | Портрет Мустафи Кемаля Ататюрка                            | Музей Мевлани та його скульптура                                                                                    | 2 листопада 1981  | 31 січня 1994    |
|  |  | 5 000      | 146×72 |                       | Коричневий, зелений                      | Коричневий, зелений                      |                | Портрет Мустафи Кемаля Ататюрка                            | Музей Мевлани та його скульптура                                                                                    | 29 липня 1985     | 31 січня 1994    |
|  |  | 5 000      | 146×72 | 13 червня 1988        | Коричневий, зелений                      | Коричневий, зелений                      |                | Портрет Мустафи Кемаля Ататюрка                            | Музей Мевлани та його скульптура                                                                                    |                   | 31 січня 1994    |
|  |  | 5 000      | 146×72 | ТЕС «Афшин-Эльбістан» | Коричневий, зелений                      | Коричневий, зелений                      | 28 травня 1990 | Портрет Мустафи Кемаля Ататюрка                            | |                   | 31 січня 1994    |
|  |  | 10 000     | 146×72 |                       | Фіолетовий, зелений                      | Зелений                                  |                | Портрет Мустафи Кемаля Ататюрка                            | Портрет Мімара Сінана і мечеть Селіміє                                                                              | 25 жовтня 1982    | 15 грудня 1995   |
|  |  | 10 000     | 146×72 | 13 квітня 1984        | Фіолетовий, зелений                      | Зелений                                  |                | Портрет Мустафи Кемаля Ататюрка                            | Портрет Мімара Сінана і мечеть Селіміє                                                                              |                   | 15 грудня 1995   |
|  |  | 10 000     | 146×72 | 24 січня 1989         | Фіолетовий, зелений                      | Зелений                                  |                | Портрет Мустафи Кемаля Ататюрка                            | Портрет Мімара Сінана і мечеть Селіміє                                                                              |                   | 15 грудня 1995   |
|  |  | 10 000     | 146×72 | 22 лютого 1993        | Фіолетовий, зелений                      | Зелений                                  |                | Портрет Мустафи Кемаля Ататюрка                            | Портрет Мімара Сінана і мечеть Селіміє                                                                              |                   | 15 грудня 1995   |
|  |  | 20 000     | 152×76 |                       | Бордовий                                 | Фіолетовий                               |                | Портрет Мустафи Кемаля Ататюрка                            | Головна будівля Центрального банку Туреччини                                                                        | 9 травня 1988     | 9 вересня 1997   |
|  |  | 20 000     | 152×76 |                       | Жовтий, помаранчевий                     | Фіолетовий                               | 3 квітня 1995  | Портрет Мустафи Кемаля Ататюрка                            | Головна будівля Центрального банку Туреччини                                                                        |                   | 9 вересня 1997   |
|  |  | 50 000     | 152×76 |                       | Зелений                                  | Зелений                                  |                | Портрет Мустафи Кемаля Ататюрка                            | Будівля парламенту Туреччини                                                                                        | 15 травня 1989    | 5 листопада 1999 |
|  |  | 50 000     | 152×76 | Зелений, темно-сірий  | Зелений                                  |                                          | 20 лютого 1995 | Портрет Мустафи Кемаля Ататюрка                            | Будівля парламенту Туреччини                                                                                        |                   | 5 листопада 1999 |
|  |  | 100 000    | 158×76 |                       | Коричневий, зелений                      | Коричневий, зелений                      |                | Портрет Мустафи Кемаля Ататюрка і його пам'ятник у Самсуні | Студенти, які дарують квіти Ататюрку                                                                                | 11 листопада 1991 | 5 листопада 2001 |
|  |  | 100 000    | 158×76 | 15 липня 1994         | Коричневий, зелений                      | Коричневий, зелений                      |                | Портрет Мустафи Кемаля Ататюрка і його пам'ятник у Самсуні | Студенти, які дарують квіти Ататюрку                                                                                |                   | 5 листопада 2001 |
|  |  | 100 000    | 158×76 | 12 липня 1996         | Коричневий, зелений                      | Коричневий, зелений                      |                | Портрет Мустафи Кемаля Ататюрка і його пам'ятник у Самсуні | Студенти, які дарують квіти Ататюрку                                                                                |                   | 5 листопада 2001 |
|  |  | 250 000    | 158×76 |                       | Синій                                    | Синій                                    |                | Портрет Мустафи Кемаля Ататюрка                            | Кізил-Куле | 2 жовтня 1992     | 31 грудня 2004   |
|  |  | 250 000    | 158×76 | 2 жовтня 1995         | Синій                                    | Синій                                    |                | Портрет Мустафи Кемаля Ататюрка                            | Кізил-Куле |                   | 31 грудня 2004   |
|  |  | 250 000    | 158×76 | 16 березня 1998       | Синій                                    | Синій                                    |                | Портрет Мустафи Кемаля Ататюрка                            | Кізил-Куле |                   | 31 грудня 2004   |
|  |  | 500 000    | 160×76 |                       | Фіолетовий                               | Фіолетовий                               |                | Портрет Мустафи Кемаля Ататюрка                            | Меморіал Чанаккале                                                                                                  | 18 березня 1993   | 31 грудня 2004   |
|  |  | 500 000    | 160×76 | 16 травня 1994        | Фіолетовий                               | Фіолетовий                               |                | Портрет Мустафи Кемаля Ататюрка                            | Меморіал Чанаккале                                                                                                  |                   | 31 грудня 2004   |
|  |  | 500 000    | 160×76 | 26 серпня 1994        | Фіолетовий                               | Фіолетовий                               |                | Портрет Мустафи Кемаля Ататюрка                            | Меморіал Чанаккале                                                                                                  |                   | 31 грудня 2004   |
|  |  | 500 000    | 160×76 | Фіолетовий            | Фіолетовий                               |                                          | 10 жовтня 1997 | Портрет Мустафи Кемаля Ататюрка                            | Меморіал Чанаккале                                                                                                  |                   | 31 грудня 2004   |
|  |  | 1 000 000  | 160×76 |                       | Бордовий, синій                          | Бордовий, синій                          |                | Портрет Мустафи Кемаля Ататюрка                            | Дамба Ататюрка | 16 січня 1995     | 31 грудня 2004   |
|  |  | 1 000 000  | 160×76 | 9 вересня 1996        | Бордовий, синій                          | Бордовий, синій                          |                | Портрет Мустафи Кемаля Ататюрка                            | Дамба Ататюрка |                   | 31 грудня 2004   |
|  |  | 1 000 000  | 160×76 | 10 січня 2002         | Бордовий, синій                          | Бордовий, синій                          |                | Портрет Мустафи Кемаля Ататюрка                            | Дамба Ататюрка |                   | 31 грудня 2004   |
|  |  | 5 000 000  | 162×76 |                       | Пастельний жовтий, зеленувато-коричневий | Пастельний жовтий, зеленувато-коричневий |                | Портрет Мустафи Кемаля Ататюрка                            | Аніткабір | 6 січня 1997      | 31 грудня 2004   |
|  |  | 10 000 000 | 162×76 |                       | Червоний                                 | Червоний                                 |                | Портрет Мустафи Кемаля Ататюрка                            | Карта мандрів Пірі Рейса                                                                                            | 5 листопада 1999  | 31 грудня 2004   |
|  |  | 20 000 000 | 162×76 |                       | Зелений                                  | Зелений                                  |                | Портрет Мустафи Кемаля Ататюрка                            | Ефес | 5 листопада 2001  | 31 грудня 2004   |

## Восьмий випуск (E8)
У перехідний період, введений турецьким парламентом на період з 1 січня 2005 до 31 грудня 2008 року, деномінованих валюта офіційно називалася «нової турецької лірою». Банкноти, серія яких позначення Центробанком Туреччини як «Емісійна група Е-8», містили номінали 1, 5, 10, 20, 50 і 100 нових турецьких лір. Зображення з банкнот номіналом 1-20 нових лір практично не відрізнялися від відповідних їм банкнот сьомого випуску (1-20 мільйонів старих лір), на банкнотах номіналом 50 і 100 нових лір були представлені нові зображення. На аверсі банкнот зображено портрети Мустафи Кемаля Ататюрка, на реверсах представлені різні історичні та інші найбільш знакові пам'ятки Туреччини. По завершенні періоду обігу цих банкнот аж до 31 грудня 2019 року було дозволено обмін їх на банкноти дев'ятого випуску без обмежень по сумі.
|  |  | 1   | 156×76 |  | Бордовий, синій                       | Світло-бордовий, синій                |  | Портрет Мустафи Кемаля Ататюрка | Дамба Ататюрка          | 1 січня 2005 | 1 січня 2010 |
|  |  | 5   | 162×76 |  | Світло-жовтий, зеленкувато-коричневий | Світло-жовтий, зеленкувато-коричневий |  | Портрет Мустафи Кемаля Ататюрка | Аніткабір               | 1 січня 2005 | 1 січня 2010 |
|  |  | 10  | 162×76 |  | Червоний                              | Фіолетовий, червоний                  |  | Портрет Мустафи Кемаля Ататюрка | Мапа мандрів Пірі Рейса | 1 січня 2005 | 1 січня 2010 |
|  |  | 20  | 162×76 |  | Зелений                               | Зелений                               |  | Портрет Мустафи Кемаля Ататюрка | Ефес                    | 1 січня 2005 | 1 січня 2010 |
|  |  | 50  | 152×81 |  | Помаранчевий                          | Світло-коричневий, помаранчевий       |  | Портрет Мустафи Кемаля Ататюрка | Каппадокія              | 1 січня 2005 | 1 січня 2010 |
|  |  | 100 | 158×81 |  | Синій                                 | Синій                                 |  | Портрет Мустафи Кемаля Ататюрка | Палац Ішак-паші         | 1 січня 2005 | 1 січня 2010 |

## Дев'ятий випуск (E9)
Сучасна серія банкнот, позначена Центробанком Туреччини як «дев'ята емісійна група», була введена в обіг 1 січня 2009 року, протягом першого року знаходилась в обігу паралельно з банкнотами восьмого випуску (обмін яких був дозволений до 31 грудня 2019 року). Банкнотам дев'ятої емісійної групи була повернута історична назва валюти «Турецька ліра». У порівнянні з банкнотами восьмий групи, в неї не увійшов номінал 1 ліра, замінений монетою, але був доданий номінал 200 лір. На реверсах цих банкнот зображуються портрети видатних особистостей Туреччини, а не її пам'ятки  Кожні чотири роки (2013 та 2017 років) банкноти піддаються модифікації, частина з них також, як і банкноти минулих серій, змінюють свій колір. Особливість портрета Ататюрка на банкнотах полягає в тому, що один і той же портрет поступово розгортається з положення в профіль (найдрібніший номінал) в анфас (найбільший номінал).
| Банкноти дев'ятого випуску          | Банкноти дев'ятого випуску | Банкноти дев'ятого випуску | Банкноти дев'ятого випуску | Банкноти дев'ятого випуску | Банкноти дев'ятого випуску      | Банкноти дев'ятого випуску                                                                            | Банкноти дев'ятого випуску |
| зображення                          | зображення                 | Номінал (лір)              | Розміри (мм)               | Основні кольори            | опис                            | опис                                                                                                  | Введення в обіг            |
| Аверс                               | Реверс                     | Номінал (лір)              | Розміри (мм)               | Основні кольори            | Аверс                           | Реверс                                                                                                | Введення в обіг            |
| ----------------------------------- | -------------------------- | -------------------------- | -------------------------- | -------------------------- | ------------------------------- | --- | -------------------------- |
|                                     |                            | 5                          | 130 × 64                   | коричневий                 | Портрет Мустафи Кемаля Ататюрка | Айдин Сайили, діаграми Сонячної системи, будови атома, давньої печери і ланцюжки ДНК                  | 1 січня 2009               |
|                                     |                            | 5                          | 130 × 64                   | фіолетовий                 | Портрет Мустафи Кемаля Ататюрка | Айдин Сайили, діаграми Сонячної системи, будови атома, давньої печери і ланцюжки ДНК                  | 8 квітня 2013              |
|                                     |                            | 10                         | 136 × 64                   | червоний                   | Портрет Мустафи Кемаля Ататюрка | Портрет професора Джахіта Арфа, математичні формули ( теорема Хассе-Арфа                              | 1 січня 2009               |
|                                     |                            | 20                         | 142 × 68                   | зелений                    | Портрет Мустафи Кемаля Ататюрка | Портрет Мімара Кемаледдін, будівля Університету Газі, акведук, геометричні фігури: куб, куля, циліндр | 1 січня 2009               |
|                                     |                            | 50                         | 148 × 68                   | помаранчевий               | Портрет Мустафи Кемаля Ататюрка | Портрет письменниці Фатми алій Топуз, стопка паперів, чорнильниця з пером, книги                      | 1 січня 2009               |
|                                     |                            | 100                        | 154 × 72                   | блакитний                  | Портрет Мустафи Кемаля Ататюрка | Портрет музиканта Бухурізаде Итрі, сидяча фігура Румі, музичні інструменти, нотні знаки               | 1 січня 2009               |
|                                     |                            | 200                        | 160 × 72                   | рожевий                    | Портрет Мустафи Кемаля Ататюрка | Портрет поета Юнуса Емре, мавзолей Юнуса, голуби, троянди                                             | 1 січня 2009               |
| Масштаб зображень - 1 піксель / мм. |                            |                            |                            |                            | Портрет Мустафи Кемаля Ататюрка | | 1 січня 2009               |